# Charles Wellesley, IX duque de Wellington

Escudo de Armas con Gran Cruz de la Orden de Isabel la Católica

Charles Wellesley, OBE, DL (Windsor, 19 de agosto de 1945) es un noble británico, duque de Wellington, marqués de Douro y duque de Ciudad Rodrigo.
Aparte de sus títulos británicos y españoles, ostenta el título de «príncipe de Waterloo», en Países Bajos y Bélgica. La mayoría de todos estos títulos provienen de los otorgados a su antepasado Arthur Wellesley, i duque de Wellington vencedor de Napoleón Bonaparte.

## Primeros años de vida
Charles Wellesley nació como conde de Mornington en Windsor, Inglaterra, el 19 de agosto de 1945. Sus padres son Arthur Wellesley, viii duque de Wellington, y Diana McConnel, hija de Douglas Fitzgerald McConnel. Era conocido con el título de cortesía de marqués de Douro desde 1972 hasta 2014, cuando heredó el Ducado de Wellington a la muerte de su padre. Tiene tres hermanos y una hermana menores que él.
Se educó en el Eton College antes de ingresar al Christ Church de la Universidad de Oxford.

### Matrimonio e hijos
El 3 de febrero de 1977 contrajo matrimonio en Londres con la princesa Antonia de Prusia, hija del príncipe Federico de Prusia (nieto del último emperador alemán, Guillermo II) y de su esposa, lady Brígida Guinness (hija de Rupert Guinness, ii conde de Iveagh). Tienen cinco hijos:
- Arthur Wellesley, marqués de Douro (n. 31 de enero de 1978). Contrajo matrimonio el 4 de junio de 2005 con la modelo Jemma Kidd. Tienen tres hijos:
  - Lady Mae Madeleine Wellesley (n. 4 de enero de 2010).
  - Arthur Darcy Wellesley, conde de Mornington (n. 4 de enero de 2010).
  - Lord Alfred Wellesley (n. 10 de diciembre de 2014)
- Lady Honor Victoria Wellesley (n. 25 de octubre de 1979). Contrajo matrimonio con el Honorable Orlando Montagu (hijo menor de Juan Montagu, xi conde de Sandwich); con descendencia.
  - Walter Montagu (n. 3 de diciembre de 2005).
  - Nancy Jemina Montagu (n. enero de 2007).
- Lady Mary Luise Wellesley (n. 16 de diciembre de 1986). Ahijada de la princesa Diana de Gales.
- Lady Charlotte Anne Wellesley (n. 8 de octubre de 1990). Contrajo matrimonio en mayo de 2016 con el millonario colombiano Alejandro Santo Domingo, con descendencia.
- Lord Frederick Charles Wellesley (n. 30 de septiembre de 1992).

## Títulos y tratamientos
Esta tabla aún no está actualizada. Puedes contribuir aportando información sobre títulos y tratamientos de esta persona.